# Łukasz Cieślewicz
Łukasz Cieślewicz (Gniezno, 15 novembre 1987) è un ex calciatore polacco, di ruolo attaccante.

## Carriera
Calciatore polacco, si forma calcisticamente nel Vagur, che lascia nel 2006 per trasferirsi in Danimarca nel Brøndby IF.
Nel 2007 è ingaggiato dall'Hvidovre Idrætsforening, club con cui milita sino al 2010.
Ritornato nelle isole Fær Øer nel 2011, dove vince il premio di calciatore faroense dell'anno ed il campionato 2011 con il B36 Tórshavn. Nel 2020, dopo nove stagione con i bianconeri di Tórshavn, si trasferisce al Víkingur Gøta. L'anno successivo firma con il neopromosso B68 Toftir.

## Palmarès

### Club

#### Competizioni nazionali
- Campionato faroense di calcio: 3

B36 Tórshavn: 2011, 2014, 2015

### Individuale
- Calciatore dell'anno (Fær Øer): 2

2011, 2015